# Nature of a Sista
Nature of a Sista è il secondo album della cantante hip hop statunitense Queen Latifah, pubblicato 3 settembre del 1991 e distribuito da Tommy Boy Records.
L'album entra nella Billboard 200 e nella chart dedicata ai prodotti R&B/Hip-Hop. Rispetto al precedente album, Queen Latifah decide di abbandonare l'hardcore per suoni maggiormente R&B e new jack.

## Distribuzione
Il disco è commercializzato da Tommy Boy per i mercati di Stati Uniti, Canada, Europa (con Gee Street e Mega Records), Regno Unito (con Gee Street), Germania (con EastWest, filiale della Warner), Australia (con Liberation, filiale della Warner), Giappone (con Sony) e Grecia (con Virgin). In Francia, il secondo album di Queen Latifah è venduto da FNAC e Wotre, in Italia da Flying International, in Spagna da Gasa, in Belgio da Indisc e in Brasile da Stiletto.

## Ricezione
| Recensione           | Giudizio |
| -------------------- | -------- |
| AllMusic             | [ 1 ]    |
| Entertainment Weekly | A        |
| Robert Christgau     | flop     |

Secondo Spin, pur essendo «meno politico e meno guidato dai produttori» rispetto all'esordio, Nature of a Sista ha «più sentimenti». Positiva anche la recensione di Entertainment Weekly, che conclude scrivendo che Latifah ha talento, mentre Alex Henderson di Allmusic gli assegna due stelle e mezzo su cinque, affermando come l'artista possa fare di più, nonostante l'album abbia «più punti di forza che debolezze.» Per l'autore musicale Robert Christgau, il disco è un fallimento.
Il disco entra al numero 117 della Billboard 200 il 5 ottobre del 1991 e ci resta per 23 settimane. Raggiunge anche il 32º posto nella classifica degli album R&B/Hip-Hop, restando in classifica per 32 settimane. All'11 aprile del 2017, ha venduto oltre 273 000 copie negli Stati Uniti e più di mezzo milione in tutto il mondo.

## Tracce
Testi di Dana Owens.
1. Latifah's Had It Up 2 Here – 4:26 (testo: Vincent Brown, Anthony Criss, Keir Gist, Dana Owens – musica: Naughty By Nature)
2. Nuff of the Ruff' Stuff' – 3:50 (Luis Vega)
3. One Mo' Time – 4:51 (testo: Vernon Brown, Vincent Brown, Criss, Kaygee Gist, Keir Gist – musica: Naughty By Nature)
4. Give Me Your Love – 3:50 (testo: Mitch Hansen, Curtis Mayfield, Carsten Schack – musica: Soulpower Productions)
5. Love Again – 3:41 (testo: Hansen, Soulshock – musica: Soulpower Productions)
6. Bad as a Mutha – 4:01 (testo: Hansen, Mayfield, Schack – musica: Soulpower Productions)
7. Fly Girl – 4:02 (testo: Hansen, Shack – musica: Soulpower Production)
8. Sexy Fancy – 3:56 (K-Cut)
9. Nature of a Sista' – 3:19 (Luis Vega)
10. That's the Way We Flow (featuring Safari Sister Swatch) – 3:22 (testo: M. Holmes, K-Cut, Kevin McKenzie, Ziggy Modeliste, Art Neville, Leo Nocentelli – musica: K-Cut)
11. If You Don't Know – 4:58 (Nevelle Hodge)
12. How Do I Love Thee – 5:01 (testo: Tania Maria – musica: Queen Latifah)

Durata totale: 49:17

## Classifiche
| Classifica (1991)         | Posizione massima |
| ------------------------- | ----------------- |
| Stati Uniti               | 117               |
| US Top R&B/Hip-Hop Albums | 32                |